# Cleó d'Halicarnàs
Cleó d'Halicarnàs (en llatí Cleon en grec antic Κλέων "Kléon") fou un retòric grec de la ciutat d'Halicarnàs que va viure al final del segle v aC i al començament del segle iv aC. És esmentat per Plutarc.